# Jean Délémontez
 (août 2014).
Si vous disposez d'ouvrages ou d'articles de référence ou si vous connaissez des sites web de qualité traitant du thème abordé ici, merci de compléter l'article en donnant les références utiles à sa vérifiabilité et en les liant à la section « Notes et références ».
Jean Délémontez, né à Lyon le 9 juin 1918, décédé le 7 juillet 2015 à Saint-Augustin, est un concepteur d'avions légers. Avec son associé Édouard Joly, ils sont à l'origine de la lignée des avions Jodel (« Jo » pour Joly et « del » pour Délémontez).

## Biographie
Il s'engage dans l'armée de l'air à l'école des mécaniciens de Rochefort et est affecté à Dijon-Longvic en  1936. Passionné d'avions, il commence à construire un Pou-du-ciel (le fameux HM-14 d'Henri Mignet). Il entend parler d'un pou construit pas très loin, à Beaune et décide de s'y rendre. C'est là qu'il rencontre Édouard Joly avec qui il sympathise. Il va souvent venir à Beaune pour parler avion et probablement aussi pour voir la fille d'Édouard qu'il épousera à la fin de la guerre.
La guerre est déclarée, et Jean Délémontez est mobilisé, il participe à toute la bataille de France comme mécanicien au sein du GC III/7 équipé de MS.406. Il est ensuite affecté à l'Atelier industriel de l'aéronautique (AIA) à Blagnac. C'est là, qu'en plus de son travail, il commence à étudier des avions, les D1, D2 et D3 qui ne dépasseront pas le stade de la planche à dessin. En 1943, il a l'autorisation de regagner Beaune chez les Joly pour travailler à maintenir les machines agricoles, objet social de la société d'Édouard.
Les D5, D6, D7 et D8 seront conçus et resteront également sur le papier.
En 1946, après la guerre, tout est à reconstruire, il s'associe avec son beau-père pour fonder la société des avions Jodel. Le but est l'étude, la construction et la réparation de matériel aérien. Ils vont tout de suite avoir du travail avec la réparation des planeurs du Service de l'aviation légère et sportive (SALS, ancêtre du SFACT actuel).
Mais Jean est toujours attiré par la conception d'avions et le neuvième projet sera le bon : le D9 « Bébé Jodel»  fera son premier vol en 1948. Il sera suivi par la lignée des avions Jodel et Robin de type DR (Délémontez-Robin), fabriqués à plus de 7 000 exemplaires depuis plus de cinquante ans.
Ses avions se construisent toujours sous les statuts de CNRA ou ULM.
Jean Délémontez est chevalier de la Légion d'honneur, chevalier de l'ordre national du Mérite. En 2000 il est entré à l'Experimental Aircraft Association Homebuilders' Hall of Fame qui récompense les plus grands concepteurs d'avion de construction amateur.